# Laurentius Hispanus
Laurentius Hispanus (* um 1180; † 15. Dezember 1248) war ein bedeutender mittelalterlicher Kanonist sowie Bischof von Orense. 
Ab 1200 studierte er an der Universität Bologna wahrscheinlich u. a. bei Azo. Anschließend nahm er dort eine eigene Lehrtätigkeit auf; zu seinen Schülern zählen Tankred von Bologna, Bartholomaeus Brixiensis und vielleicht auch Sinibaldo Fieschi, der spätere Papst Innozenz IV. Spätestens ab 1214 war er Magister scholarum im nordwestspanischen Orense, zu dessen Bischof er 1218 gewählt wurde.
Laurentius Hispanus verfasste zwischen 1210 und 1214 zum Decretum Gratiani einen umfangreichen Glossenapparat, den später Johannes Teutonicus Zemeke intensiv benutzte. Außerdem kommentierte er die Comp. III der Quinque Compilationes Antiquae und verfasste Glossen zu den Comp. I und II.

## Werke
- Glossenapparat zum Decretum Gratiani
- Glossenapparat zur Compilatio III
- Glossen zur Compilatio I
- Glossen zur Compilatio II
- Glosse zum Tractatus de paenitentia